# 香春口三萩野車站
香春口三萩野站（日语：／ Kawaraguchi Mihagino eki */?）是位於福岡縣北九州市小倉北區香春口一丁目，屬於北九州高速鐵道小倉線的鐵路車站。車站編號為04。

## 歷史
- 1985年（昭和60年）1月9日 - 開業。

## 車站構造
本站為側式月台2面2線的高架車站。
| 月台 | 路線    | 目的地                |
| ---- | ------- | --------------------- |
| 1    | ■小倉線 | 往 北方、志井、企救丘 |
| 2    | ■小倉線 | 往 旦過、小倉         |

## 使用狀況
2019年度1日平均上下車人次為5,420人。各年度1日平均上車人次如下表。
| 上車人次統計 | 上車人次統計 |
| 年度         | 1日平均人次  |
| ------------ | ------------ |
| 2000年       | 2,326        |
| 2001年       | 2,127        |
| 2002年       | 2,092        |
| 2003年       | 2,107        |
| 2004年       | 2,022        |
| 2005年       | 2,033        |
| 2006年       | 1,962        |
| 2007年       | 2,083        |
| 2008年       | 2,150        |
| 2009年       | 2,112        |
| 2010年       | 2,118        |
| 2011年       | 2,172        |
| 2012年       | 2,208        |
| 2013年       | 2,230        |
| 2014年       | 2,222        |
| 2015年       | 2,317        |
| 2016年       | 2,524        |
| 2017年       | 2,598        |
| 2018年       | 2,706        |
| 2019年       | 2,758        |

## 車站周邊
- 北九州市消防局小倉北消防署
- 北九州Media Dome（小倉競輪場）
- 北九州市民球場
- 三萩野庭球場
- 小倉北體育館
- 黄金市場
- 北九州市障害者運動中心
- Hello Work小倉
- TOTO本社
- 北九州中央郵局・郵貯銀行北九州店
- 福岡銀行三萩野分行
- 西日本都市銀行三萩野分行
- 紅葉銀行小倉分行
- 福岡ひびき信用金庫三萩野分行
- 北九州中央醫院
- gourmet city三萩野店
- 三萩野打擊場
- 北九州市立足立中學校
- 北九州市立白銀中學校
- 北九州市立中島小學校

## 公車路線
附近設有「三萩野」公車站，可搭乘一般公車到達小倉南區、戶畑區、八幡東區等地，此外，白天運行的高速巴士也會在此停車。

## 鄰近車站
北九州高速鐵道
■小倉線
旦過（03） - 香春口三萩野（04） - 片野（05）

## 外部連結
- 香春口三萩野駅（モノレール） （页面存档备份，存于）（路線情報）